# Lindholmemydidae
Los lindolmemídidos (Lindholmemydidae) son una familia extinta de tortugas.

## Géneros
- Amuremys Danilov et al., 2002
- Elkemys Chkhikvadze. 1976
- Gravemys Sukhanov & Narmandakh. 1983
- Hongilemys Sukhanov & Narmandakh. 2006
- Khodzhakulemys Danilov. 1999
- Mongolemys Khosatzky & Mlynarski. 1971
- Paragravemys Sukhanov et al., 1999
- Paramongolemys[2] Danilov & Sukhanov, 2013
- Shandongemys[3] Li et al., 2013

## Distribución
Las especies de esta familia se han encontrado en el Cretácico y Paleoceno de China y Mongolia y en el Cretácico de Uzbekistán y Rusia.